# Incident aan de Rio Nuñez
Het Incident aan de Rio Nunez, ook wel de Slag bij Boké genoemd, vond tussen 24 en 26 maart 1849 plaats in Boké, aan de Rio Nunez, (Kakandé) in het hedendaagse Guinee, in West-Afrika. Een bondgenootschap van Belgische en Franse marineschepen bestookte de inheemse Landuma en twee Britse handelaars, Joseph Braithwaite en George Martin.

## Aanleiding
Vóór het incident hadden de Belgische koning en zijn regering in 1848 een pachtgebied verworven aan de oevers van de Rio Nunez, de Belgische kolonie aan de Rio Nunez. Het jaar nadien, in 1849, wensten ze dit stroomopwaarts uit te breiden, in de omgeving van Boké. Daarom stuurden zij de oorlogsschoener Louise Marie naar het gebied, onder bevel van luitenant-ter-zee eerste klasse Joseph Van Haverbeke.
Rond die tijd werden de voornamelijk Franse en Senegalese handelaars in Boké verdreven en bestolen door de Landuma, de inheemse bevolking rond Boké. Deze volksstam wilde exclusief samenwerken met de twee Britten, die hen overigens rum en wapens hadden verkocht. De inlanders lieten hen dan ook ongemoeid.
De koning van de Landuma was Mayoré. Hij werd hun opperchef nadat hij zijn oudere broer Tongo had verjaagd. Onder het bewind van Mayoré kwam de veiligheid van de er gevestigde Franse en Senegalese handelaars in het gedrang. Ze werden onder meer lastiggevallen, afgeperst en zelfs ontvoerd.

## Vraag om Belgische hulp
Toen de Franse handelaars vernamen dat er een Belgisch oorlogsschip in de buurt was, stuurden ze een brief naar bevelhebber Van Haverbeke met de vraag om hulp. Op het moment van deze briefwisseling was de Louise Marie het enige oorlogsschip in de omgeving. Bevelhebber Van Haverbeke probeerde opperchef Mayoré nog te bedaren, maar zijn pogingen waren vruchteloos.
Op 27 februari 1849 arriveerden twee Franse korvetten in de Rio Nunez.  Het ging om de La Recherche, onder bevel van kapitein Henri de la Tocnaye, en om de La Prudente, onder commando van luitenant-ter-zee Charles de Kerhallet. Deze schepen wilden de Franse en Senegalese handelaars bescherming bieden. Al gauw vonden de Fransen en de Belgen elkaar. Zowel de Belgen als de Fransen wensten immers toegang tot het gebied van de Landuma en vreesden de eventuele vestiging van Britse controle over Boké. Daarom bundelden ze hun krachten. De drie bevelhebbers probeerden nog om te onderhandelen met Mayoré, maar ook deze verzoeningspoging draaide op niets uit.

## Militaire interventie

### Voorbereidingen
Nadat verschillende onderhandelingspogingen mislukt waren, opteerden de handelaar John Nelson Bicaise, de Franse handelaar Abraham Cohen en de drie bevelhebbers voor een militaire interventie. Deze zou doorgaan onder het opperbevel van kapitein de la Tocnaye. Het doel van de interventie was de vernietiging van Boké en de afzetting van koning Mayoré.
Er deden zich echter complicaties voor, die de operatie bemoeilijken. Ten eerste hadden zich in Boké twee Britse zakenlui gevestigd: Joseph Braithwaite en George Martin. Bovendien was de Rio Nunez te ondiep ter hoogte van Boké om er met de grote oorlogsschepen te geraken. Om dit tweede probleem te verhelpen werd beroep gedaan op de schepen van de lokale Belgische en Franse handelaars. Eigengereid stelde de Franse zakenman Abraham Cohen het gehuurde schip van zijn Belgische werkgever, de Emma, ter beschikking van luitenant-ter-zee Van Haverbeke. Paul Salcédo, een reder en zeeman uit Gorée, leende de Dorade uit, vroeger een walvisjager. Hun vracht werd uitgeladen, terwijl houwitsers werden overgeladen van de oorlogsschepen op de handelsschepen.

### 24 maart 1849
De aanval begon op 24 maart 1849. Eens de Emma en de Dorade aankwamen voor Boké gaf opperbevelhebber de la Tocnaye het bevel om te vuren, hetgeen drie kwartier duurde. Bij de beschietingen werd de hut van koning Mayoré getroffen en brandde ze volledig uit. De koning vluchtte.
De inlanders namen hun tegenstanders onder vuur met zowel vuurwapens als met pijl en boog.
Nadat de krijgers van Landuma het vuren staakten en het woud in vluchtten, gingen de Belgische en Franse mariniers aan wal en beklommen ze de heuvel waarop Boké lag; de inname van Boké was een feit. De geplande vernietiging was dat ook. De mariniers vernietigden namelijk de vijandelijke kanonnen, terwijl de hutten en schuren in Boké in brand stonden. Rond drie uur 's namiddags klommen de mariniers weer aan boord. De Britse factorij van Joseph Braithwaite en George Martin hadden ze geplunderd. De Belg Durant, chirurgijn, verzorgde de gewonden.

### 25 maart 1849
Op 25 maart 1849, de dag daarop, volgde de aftocht van de overwinnaars over de Rio Nunez. De Louise Marie werd geëscorteerd door de handelsschepen Emma en Dorade. Vanop de rechteroever werd de Louise-Marie  evenwel onder vuur genomen door de inlanders. De Louise Marie verweerde zich.

### 26 maart 1849
Hetzelfde tafereel herhaalde zich op 26 maart, toen overigens verschillende Belgen werden verwond. Tijdens de aftocht liep de Louise Marie vast op een zandbank. In de hele militaire operatie was dit het meest penibele moment voor het Belgisch schip. De Emma kon de Louise Marie echter op tijd uit haar netelige positie bevrijden.

## Gevolgen
Een direct gevolg van de militaire interventie was de afzetting van koning Mayoré en het herstel van het bewind van de vorige koning, Tongo. Die bleek erkentelijk; hij sloot met de Belgische luitenant-ter-zee Van Haverbeke een verdrag, waardoor Belgen handelsposten mochten oprichten in het gebied van de Landuma. Een soevereiniteitsoverdracht ten voordele van België volgde evenwel niet.
Na de interventie keerde de Louise Marie terug naar Antwerpen. Op 17 juni 1849 kwam het oorlogsschip aan in België, maar moest bij Doel in quarantaine blijven omdat er cholera was uitgebroken.
De plaatselijke Franse en Senegalese handelaars in Boké waren Van Haverbeke dankbaar en overhandigden hem later een eresabel via de hiervoor naar België afgereisde Paul Salcédo. De bevelhebbers Van Haverbeke, de la Tocnaye en de Kerhallet werden geridderd in de Leopoldsorde en het Légion d’honneur.
Voor het overige bleef de militaire operatie in de doofpot uit vrees voor een Britse reactie. Braithwaite en Martin, de Britse handelaars, zagen in Boké hun fortuin in vlammen opgaan en eisten daarna herstel voor de geleden schade. Schadevergoeding heeft België nooit betaald, Frankrijk evenmin.

## Wetenswaardigheden
In 1849 maakte de Belgische kunstschilder Paul-Jean Clays een schilderij over het incident aan de Rio Nunez. De inneming van Boké geeft de Belgische driemaster Emma, links, en de Franse tweemaster Dorade, rechts, weer.